# SARS-CoV-2 VOC-202012/01

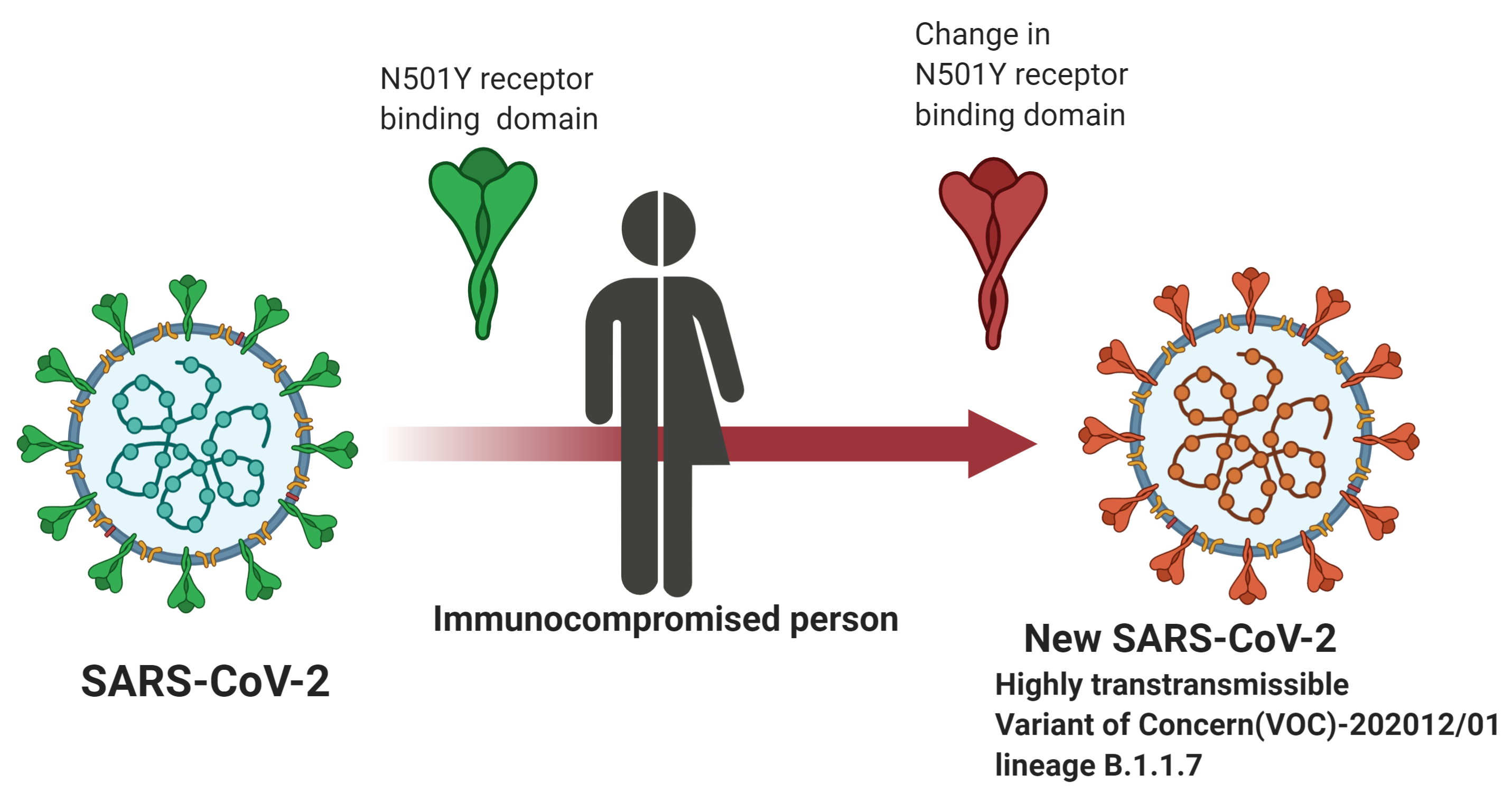
Infografica sulla variante inglese VOC-202012/01

La VOC-202012/01 (SARS-CoV-2 Variant of Concern 202012/01), chiamata anche Variant Under Investigation in December 2020, B.1.1.7 e 20I/501Y.V1 o più comunemente come "variante inglese/alfa", corrisponde a una variante mutata di SARS-CoV-2, il virus che causa COVID-19. La variante è stata rilevata per la prima volta in Regno Unito ed è stata segnalata dal dipartimento sanitario di quel paese nel novembre 2020.
Una delle prime varianti ad essere stata scoperta, è stimata essere del 30%-80% più trasmissibile del SARS-CoV-2 normale ed è stata scoperta per la prima volta nel novembre 2020 da un campione prelevato a settembre nel Regno Unito; ha iniziato a diffondersi rapidamente a metà dicembre ed è legato a un aumento significativo delle infezioni da SARS-CoV-2 nel paese. Si ritiene che questo aumento della contagiosità sia almeno in parte dovuto a una o più mutazioni nella proteina spike del virus.